# Górskoye (Krasnodar)
Górskoye (del ruso: Го́рское) es un seló del raión de Tuapsé del krai de Krasnodar, en el sur de Rusia. Está situado en las estribaciones meridionales del extremo oeste del Cáucaso Occidental, en la orilla izquierda del río Dzhubga, 42 km al noroeste de Tuapsé y 74 km al sur de Krasnodar, la capital del krai. Tenía 520 habitantes en 2010.
Pertenece al municipio Dzhubgskoye.

## Transporte
Por la localidad pasa la carretera federal M4 Don Moscú-Novorosíisk.